# 박효은
박효은(줄리, 2001년 ~ )은 대한민국의 뮤지컬 배우다.

## 방송
- 2019 DIMF 뮤지컬 스타 (2019) - 차세대 DIMF상
- 배틀캐리와 슈퍼걸스 (2022)
- 꼬마캐리와 노래해요 (2022)

## 음반
- 캐리TV 러브콘서트 K-POP '캐리와 슈퍼걸스' (2022)

## 공연
- 캐리TV 러브콘서트 KPOP (2022)